# 1198년

## 연호
- 남송(南宋) 경원(慶元) 4년
- 금(金) 승안(承安) 3년
- 일본(日本) 겐큐(建久) 9년
- 서하(西夏) 천경(天慶) 5년
- 리 왕조(李朝) 티엔뜨자투이(天資嘉瑞) 13년

## 기년
- 남송(南宋) 영종(寧宗) 4년
- 금(金) 장종(章宗) 9년
- 고려(高麗) 신종(神宗) 원년
- 서하(西夏) 환종(桓宗) 5년
- 리 왕조(李朝) 고종(高宗) 23년

## 사건
- 만적의 난

## 사망
고려(高麗)의 노비(奴婢) 만적(萬積)